# Everybody (Backstreet’s Back)
Everybody (Backstreet’s Back) ist ein Lied der US-amerikanischen Gesangstruppe Backstreet Boys aus dem Jahr 1997.

## Entstehung und Veröffentlichung
Das Lied wurde von den beiden Schweden Max Martin und Dag Volle (Denniz PoP) geschrieben, komponiert und produziert.
Die Erstveröffentlichung von Everybody (Backstreet’s Back) erfolgte als Airplay am 30. Juni 1997. Im Folgemonat erschien das Lied erstmals als Single bei Jive Records am 14. Juli 1997. Am 11. August 1997 erschien Everybody (Backstreet’s Back) als Teil des zweiten Backstreet-Boys-Studioalbums Backstreet’s Back.

## Inhalt
Der Liedtext ist autobiografisch. Es geht inhaltlich darum, dass die Band wieder zurück ist („Backstreet’s Back“) und bereit ist, die Leute zum Tanzen zu bringen.

## Musikvideo
Im dazugehörigen Musikvideo, das unter der Regie von Joseph Kahn entstand, spielt Brian Littrell einen Werwolf, Howie Dorough Graf Dracula, Nick Carter eine Mumie, AJ McLean Erik aus Das Phantom der Oper und Kevin Richardson übernahm die Doppelrolle Dr. Jekyll und Mr. Hyde. Im Mai 2011 veröffentlichte die Band das Video auf der Videoplattform YouTube, wo es bis November 2023 über 489 Millionen Aufrufe zählte. Das Video wurde 1998 bei den MTV Video Music Awards in der Sparte „Best Group Video“ ausgezeichnet.

## Kommerzieller Erfolg

### Chartplatzierungen
| ChartsChartplatzierungen       | Höchstplatzierung | Wochen |
| ------------------------------ | ----------------- | ------ |
| Deutschland (GfK)              | 2 (17 Wo.)        | 17     |
| Österreich (Ö3)                | 2 (12 Wo.)        | 12     |
| Schweiz (IFPI)                 | 2 (23 Wo.)        | 23     |
| Vereinigte Staaten (Billboard) | 4 (22 Wo.)        | 22     |
| Vereinigtes Königreich (OCC)   | 3 (11 Wo.)        | 11     |

| ChartsJahrescharts (1997)    | Platzierung |
| ---------------------------- | ----------- |
| Deutschland (GfK)            | 21          |
| Österreich (Ö3)              | 16          |
| Schweiz (IFPI)               | 19          |
| Vereinigtes Königreich (OCC) | 39          |

| ChartsJahrescharts (1998)      | Platzierung |
| ------------------------------ | ----------- |
| Vereinigte Staaten (Billboard) | 22          |

### Auszeichnungen für Musikverkäufe
| Land/Region                  | Auszeichnungen für Musikverkäufe (Land/Region, Auszeichnung, Verkäufe) | Verkäufe  |
| ---------------------------- | ---------------------------------------------------------------------- | --------- |
| Australien (ARIA)            | 4× Platin                                                              | 280.000   |
| Belgien (BRMA)               | Gold                                                                   | 25.000    |
| Brasilien (PMB)              | Platin                                                                 | 60.000    |
| Dänemark (IFPI)              | Platin                                                                 | 90.000    |
| Deutschland (BVMI)           | Platin                                                                 | 500.000   |
| Frankreich (SNEP)            | Silber                                                                 | 125.000   |
| Italien (FIMI)               | Gold                                                                   | 50.000    |
| Neuseeland (RMNZ)            | 2× Platin                                                              | 60.000    |
| Schweden (IFPI)              | Gold                                                                   | 15.000    |
| Spanien (Promusicae)         | Platin                                                                 | 60.000    |
| Vereinigte Staaten (RIAA)    | Platin                                                                 | 1.200.000 |
| Vereinigtes Königreich (BPI) | 2× Platin                                                              | 1.200.000 |
| Insgesamt                    | 1× Silber · 3× Gold · 13× Platin ·                                     | 3.665.000 |

Hauptartikel: Backstreet Boys/Auszeichnungen für Musikverkäufe